# グリーン郡 (ケンタッキー州)

ケンタッキー州内の位置

グリーン郡（Green County）は、アメリカ合衆国ケンタッキー州内に位置する郡である。人口は11,518人（2000年）。郡庁所在地はグリーンズバーグである。この郡はアメリカ独立戦争の英雄ナサニエル・グリーン の名を取って命名された。

## 地理
アメリカ合衆国統計局によると、この郡は総面積748 km2 (289 mi2) である。このうち748 km2 (289 mi2) が陸地で0 km2 (0 mi2) が水地域である。総面積の0.04%が水地域となっている。

### 隣接する郡
- ラルー郡  (北)
- テイラー郡  (北東)
- アデア郡  (南東)
- メトカーフ郡  (南西)
- ハート郡  (西)

## 人口動勢
2000年国勢調査で、この郡は人口11,518人、4,706世帯、及び3,378家族が暮らしている。人口密度は15/km2 (40/mi2) である。7/km2 (19/mi2) の平均的な密度に5,420軒の住宅が建っている。この都市の人種的な構成は白人96.19%、アフリカン・アメリカン2.61%、先住民0.10%、アジア0.13%、太平洋諸島系0.00%、その他の人種0.31%、及び混血0.65%である。ここの人口の0.95%はヒスパニックまたはラテン系である。
この郡内の住民は22.70%が18歳未満の未成年、18歳以上24歳以下が8.10%、25歳以上44歳以下が26.80%、45歳以上64歳以下が25.40%、及び65歳以上が16.90%にわたっている。中央値年齢は40歳である。女性100人ごとに対して男性は96.90人である。18歳以上の女性100人ごとに対して男性は91.90人である。
この郡内の世帯ごとの平均的な収入は25,463米ドルであり、家族ごとの平均的な収入は31,852米ドルである。男性は25,764米ドルに対して女性は17,510米ドルの平均的な収入がある。この郡の一人当たりの収入 (per capita income) は16,107米ドルである。人口の18.40%及び家族の15.20% は貧困線以下である。全人口のうち18歳未満の23.10%及び65歳以上の18.50%は貧困線以下の生活を送っている。

## 都市及び町
- グリーンズバーグ